# Ежеголовниковая радужница
Ежеголовниковая радужница (лат. Donacia sparganii) — вид жуков-листоедов из подсемейства радужниц. Распространён в Европе, кроме Южной части, в Сибири, Монголии, на Дальнем Востоке России, в Японии, Китае и Монголии.

## Описание
Имаго длиной 7—11 мм. Имаго D. s. gracilipes имеют зелёное, бронзовое или медное тело. Верхняя сторона сильно блестящая. Характеризуется следующими признаками:
- задние бёдра слабо утолщены, с одним тонким острым зубцом и с небольшим бугорком;
- переднеспинка и междурядья надкрылий с морщинками;
- задние лобные бугры крупные.

## Экология
Жуки питаются всегда на верхней стороне листьев ежеголовника (ежеголовник всплывающий, ежеголовник прямой), а также на листьях сусака. Прогрызают в листе мелкую ямку, которую постепенно расширяют в стороны и вперёд.